# Ghetto, Gutter & Gangsta
Ghetto, Gutter & Gangsta è il sesto album in studio del rapper statunitense Mack 10, pubblicato nel 2003.

## Tracce
1. Intro - 0:09
2. Lights Out (feat. Ice Cube, WC & Knoc-turn'al) - 3:29
3. K to the MAC (feat. K-Mac) - 3:38
4. Please Believe It (feat. Da Hood & Money Grip) - 4:06
5. Get Yo Ride On - 3:54
6. Promise to Be a Hustla (feat. Da Hood) - 4:23
7. Figaro Rida (feat. B-Brazy) - 4:00
8. Ain't Got a Penny to Give (feat. Young Hoggs) - 3:47
9. The Big Bang Theory (Insert) - 1:29
10. S.O.O. W.O.O. (Remix) (feat. Reservoir Dogs) - 4:38
11. Dirt (feat. Fat Joe & Damizza) - 4:09
12. Gather 'Round (feat. Young Hoggs) - 3:56
13. Gangsta (feat. Young Hoggs, Money Grip & Young Tre) - 4:07
14. The Weed Song (feat. Young Hoggs, Skoop & Devi) - 5:12
15. Look at Us Now (feat. Da Hood & Butch Cassidy) - 3:44
16. Live Wire (feat. Young Hoggs) - 3:21
17. Page I (feat. Reservoir Dogs) - 3:51
18. Double Fisted (feat. E-40 & The Mossie) - 3:48
19. In the Heart of the Ghetto (feat. Turf Talk) - 4:31
20. Rule the World (feat. J-Man) - 3:43
21. Outro - 0:16